# Cubell
|  | No s'ha de confondre amb galleda, poal o ferrada.. |

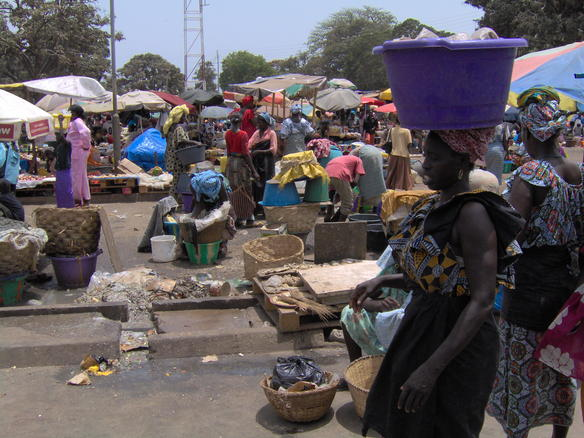
Dona amb un cubell al cap, a un mercat de Gàmbia.

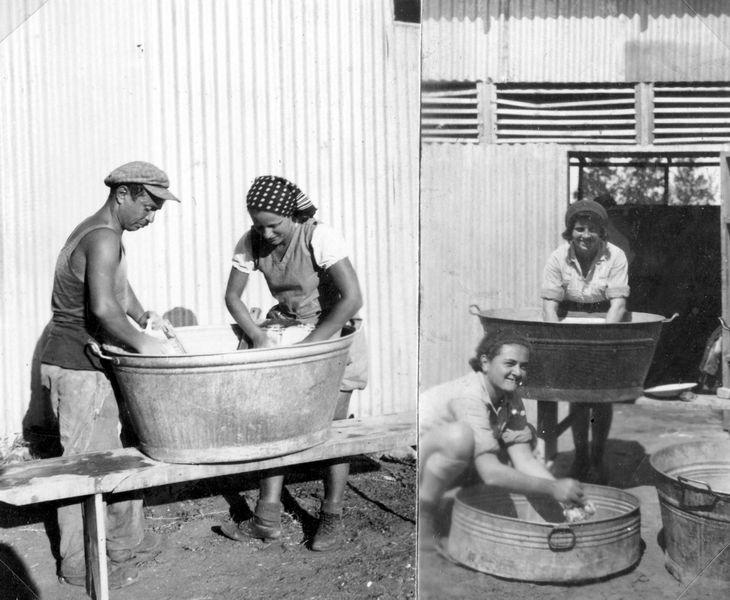
Rentat al safareig, a un quibuts l'any 1930.

Un cubell és un recipient obert, normalment troncocònic i més ample que alt, que pot incloure nanses. En general és d'acer galvanitzat, antigament de fusta, d'altres metalls (com zenc, coure o bronze) o avui dia de plàstic. En la fabricació del vi, el cubell és el clot petit, al costat del cup on passa el vi separat de la brisa. Etimològicament, és el diminutiu de cup, del llatí cupa (bota).
Amb l'arribada de l'aigua corrent, els banys i els electrodomèstics, el seu ús va minvar. La paraula va obtindre una segona vida per designar «cubells de porta a porta» amb tapa per la recollida d'escombraries.
El cubell tradicional -més sovint de plàstica- queda un estri de la llar en els països en desenvolupament, on continua sent utilitzat amb moltes finalitats diferents, principalment a l'entorn de la cuina o per rentar la roba. Pot servir com contenidor per recollir i netejar els aliments. També es pot fer servir per portar la roba bruta a rentar, des de la llar fins al safareig públic, i un cop neta per portar-la de tornada cap a la llar perquè s'eixugui.
Avui dia el lloc on se'n fabriquen més principalment és el sud-est d'Àsia.